# Reino Unido en los Juegos Paralímpicos de Arnhem 1980
El Reino Unido estuvo representado en los Juegos Paralímpicos de Arnhem 1980 por un total de 96 deportistas, 65 hombres y 31 mujeres.

## Medallistas
El equipo paralímpico británico obtuvo las siguientes medallas:
| Nombre                                  | Deporte                    | Evento                                            |
| --------------------------------------- | -------------------------- | ------------------------------------------------- |
| Oro                                     |                            |                                                   |
| Barbara Joscelyne                       | Atletismo                  | 100 m E femenino                                  |
| Barbara Joscelyne                       | Atletismo                  | 400 m E femenino                                  |
| Barbara Joscelyne                       | Atletismo                  | Salto de longitud E femenino                      |
| M. Goddard                              | Atletismo                  | Disco CP C femenino                               |
| M. Goddard                              | Atletismo                  | Jabalina CP C femenino                            |
| M. Goddard                              | Atletismo                  | Peso CP C femenino                                |
| Amanda Kyffin                           | Atletismo                  | Jabalina CP D femenino                            |
| M. Price                                | Atletismo                  | Peso 2 femenino                                   |
| William McLeod                          | Atletismo                  | 60 m A masculino                                  |
| D. Howie                                | Atletismo                  | 5000 m marcha B masculino                         |
| Philip Sadler                           | Atletismo                  | Jabalina J masculino                              |
| Anthony Willis                          | Atletismo                  | Pentatlón D masculino                             |
| M. McLellan                             | Bolos sobre hierba         | Individual 1A-1B femenino                         |
| K. Bonnet                               | Bolos sobre hierba         | Individual A femenino                             |
| Jane Blackburn M. McLellan              | Bolos sobre hierba         | Dobles 1A-1B femenino                             |
| Margaret Maughan R. Thompson            | Bolos sobre hierba         | Dobles 2-5 femenino                               |
| D. Cale                                 | Bolos sobre hierba         | Individual 1A-1B masculino                        |
| William McLeod                          | Bolos sobre hierba         | Individual A masculino                            |
| J. Hughes                               | Bolos sobre hierba         | Individual B masculino                            |
| R. Newton                               | Bolos sobre hierba         | Individual D masculino                            |
| Ken Bridgeman                           | Bolos sobre hierba         | Individual 2-5 masculino                          |
| D. Cale T. Taylor                       | Bolos sobre hierba         | Dobles 1A-1B masculino                            |
| J. Gladman R. Newton                    | Bolos sobre hierba         | Dobles D masculino                                |
| Ken Bridgeman Brian Faulkner            | Bolos sobre hierba         | Dobles 2-5 masculino                              |
| M. Kelly                                | Esgrima en silla de ruedas | Sable individual 2-3 masculino                    |
| M. Vaughan                              | Natación                   | 100 m braza D femenino                            |
| M. Vaughan                              | Natación                   | 100 m mariposa D femenino                         |
| M. Vaughan                              | Natación                   | 100 m libre C-D femenino                          |
| M. Vaughan                              | Natación                   | 200 m estilos D femenino                          |
| Isabel Barr                             | Natación                   | 25 m braza 1C femenino                            |
| Isabel Barr                             | Natación                   | 25 m espalda 1C femenino                          |
| Isabel Barr                             | Natación                   | 25 m libre 1C femenino                            |
| M. Price                                | Natación                   | 50 m espalda 2 femenino                           |
| M. Price                                | Natación                   | 50 m libre 2 femenino                             |
| M. Price                                | Natación                   | 75 m estilos 2 femenino                           |
| Equipo                                  | Natación                   | 4 × 50 m libre 2-6 femenino                       |
| Mike Kenny                              | Natación                   | 25 m braza 1A masculino                           |
| Mike Kenny                              | Natación                   | 25 m espalda 1A masculino                         |
| Mike Kenny                              | Natación                   | 25 m libre 1A masculino                           |
| James Muirhead                          | Natación                   | 100 m espalda A masculino                         |
| James Muirhead                          | Natación                   | 100 m libre A masculino                           |
| Peter Aldous                            | Natación                   | 100 m mariposa D masculino                        |
| Equipo                                  | Natación                   | 4 × 100 m estilos C masculino                     |
| Jane Blackburn                          | Tenis de mesa              | Individual 1B femenino                            |
| D. Smith                                | Tenis de mesa              | Individual C femenino                             |
| T. Taylor                               | Tenis de mesa              | Individual 1B masculino                           |
| S. Bradshaw T. Taylor                   | Tenis de mesa              | Dobles 1B masculino                               |
| Plata                                   |                            |                                                   |
| B. Howie                                | Atletismo                  | 60 m 3 femenino                                   |
| M. Price                                | Atletismo                  | Disco 2 femenino                                  |
| Philip Sadler                           | Atletismo                  | Disco J masculino                                 |
| Philip Sadler                           | Atletismo                  | Peso J masculino                                  |
| S. Gregg                                | Atletismo                  | Peso 4 masculino                                  |
| Anthony Willis                          | Atletismo                  | Salto de altura D masculino                       |
| Jane Blackburn                          | Bolos sobre hierba         | Individual 1A-1B femenino                         |
| Yvonne Hawtin                           | Bolos sobre hierba         | Individual 2-5 femenino                           |
| Yvonne Hawtin G. Matthews               | Bolos sobre hierba         | Dobles 2-5 femenino                               |
| R. Miller                               | Bolos sobre hierba         | Individual C masculino                            |
| J. Gladman                              | Bolos sobre hierba         | Individual D masculino                            |
| Michael Byrne                           | Bolos sobre hierba         | Individual F masculino                            |
| R. Miller Neil Shaw                     | Bolos sobre hierba         | Dobles C masculino                                |
| T. Willett                              | Esgrima en silla de ruedas | Espada individual 1C-3 masculino                  |
| T. Willett                              | Esgrima en silla de ruedas | Sable individual 2-3 masculino                    |
| Equipo                                  | Esgrima en silla de ruedas | Espada por equipos masculino                      |
| M. Kelly T. Killen H. Wardle T. Willett | Esgrima en silla de ruedas | Sable por equipos masculino                       |
| L. Wilkinson                            | Natación                   | 50 m mariposa 5 femenino                          |
| L. Wilkinson                            | Natación                   | 100 m libre 5 femenino                            |
| Lorraine Robinson                       | Natación                   | 100 m braza A femenino                            |
| M. Vaughan                              | Natación                   | 100 m espalda C-D femenino                        |
| D. Smith                                | Natación                   | 100 m estilos 3 femenino                          |
| Equipo                                  | Natación                   | 3 × 50 m estilos 2-4 femenino                     |
| James Muirhead                          | Natación                   | 100 m mariposa A masculino                        |
| James Muirhead                          | Natación                   | 400 m estilos A masculino                         |
| Chris Hampshire                         | Natación                   | 100 m espalda CP D masculino                      |
| Equipo                                  | Natación                   | 4 × 100 m libre C-D masculino                     |
| J. Swann                                | Tenis de mesa              | Individual 3 femenino                             |
| Jane Blackburn G. Matthews              | Tenis de mesa              | Equipo 2 femenino                                 |
| B. Gibbs J. Swann                       | Tenis de mesa              | Equipo 4 femenino                                 |
| Valerie Williamson                      | Tiro con arco              | Distancia corta paraplejia femenino               |
| Alan Corrie J. Buchanan I. Smith        | Tiro con arco              | Ronda doble FITA por equipos paraplejia masculino |
| Bronce                                  |                            |                                                   |
| M. McLellan                             | Atletismo                  | 60 m 1A femenino                                  |
| M. Price                                | Atletismo                  | Jabalina 2 femenino                               |
| Amanda Kyffin                           | Atletismo                  | Peso CP D femenino                                |
| S. Gregg                                | Atletismo                  | Disco 4 masculino                                 |
| R. Thompson                             | Bolos sobre hierba         | Individual 2-5 femenino                           |
| T. Taylor                               | Bolos sobre hierba         | Individual 1A-1B masculino                        |
| Neil Shaw                               | Bolos sobre hierba         | Individual C masculino                            |
| P. Silva                                | Bolos sobre hierba         | Individual 2-5 masculino                          |
| John Gronow P. Silva                    | Bolos sobre hierba         | Dobles 2-5 masculino                              |
| Equipo                                  | Dartchery                  | Dobles clase abierta femenino                     |
| M. McLellan                             | Esgrima en silla de ruedas | Florete individual 1A mixto                       |
| Equipo                                  | Esgrima en silla de ruedas | Florete por equipos masculino                     |
| L. Wilkinson                            | Natación                   | 100 m braza 5 femenino                            |
| L. Wilkinson                            | Natación                   | 100 m espalda 5 femenino                          |
| L. Wilkinson                            | Natación                   | 200 m estil0s 5 femenino                          |
| M. Price                                | Natación                   | 50 m braza 2 femenino                             |
| J. Orpwood                              | Natación                   | 100 m braza 4 femenino                            |
| J. Tree                                 | Natación                   | 100 m braza B femenino                            |
| D. Smith                                | Natación                   | 50 m libre 3 femenino                             |
| G. Matthews                             | Tiro con arco              | Distancia avanzada paraplejia femenino            |
| J. Buchanan                             | Tiro con arco              | Doble ronda FITA paraplejia masculino             |